# Baruj Salinas
Baruj Salinas (La Habana, 6 de julio de 1935-18 de agosto de 2024) fue un pintor, escultor, grabador y ceramista cubano de origen judío.

## Biografía
La carrera de Salinas se inició en el campo de la arquitectura. Se graduó de la Universidad de Ohio con un título de arquitecto y emigró de Cuba a Miamia, Fla. de forma permanente en 1959. Salinas estableció en Miami y más tarde se trasladó a Barcelona, donde estudió junto a artistas Joan Miró y Antoni Tàpies. Aunque la arquitectura informó a sus primeros trabajos, poco a poco se trasladó hacia una expresión puramente abstracta. Su obra se asemeja a cuadros de espacio, donde el color es más importante que la forma y la misma se convierte en un tema principal. Hay rastros, también, de las tradiciones judías, pero haber nacido en Cuba ha hecho su impacto. Para él, Cuba es el trópico y la caña de azúcar, también es el sol y la luz. Él nunca dejará de ser cubano. Las pinturas de Salina se puede ver en las colecciones importantes de todo el mundo, como la Fundación Joan Miró, de Barcelona, el Museo Nacional de Catalunya, Barcelona, el Instituto Nacional de Bellas Artes, México DF, el Uri Museo Beit, Israel, el Museo de Fort Lauderdale de las Artes, Florida, el Museo de Bellas Artes, Budapest, el Instituto de Arte de Chicago y el Museo de Arte de Phoenix, Arizona.

## Exhibiciones Selectas
- 2013	“Baruj Salinas”, America’s Collection , Coral Gables, FL
- 2011	“Caminos, 30 Años entre América y Europa”, MuseoJosé Luis Cuevas, México, DF
- 2011	“Baruj Salinas”, Ayuntamiento de Soria, España
- 2007 “Return of the Clouds”, Farside Gallery, Miami, FL
- 2007 “Flares”, Americas Collection II, Coral Gables, FL
- 2007 “La Mirada del que Mira”, Diputación de Málaga, Málaga, Spain
- 2007 “Baruj Salinas: A Retrospective”, ICCAS, University of Miami, FL
- 2004 “Otra Mirada”, Fabero, (León) Spain
- 2004 “Gouaches”, Pesqueira Gallery, Key Biscayne, FL
- 2004 “Claros del Bosque”, MDC Frances Wolfson Gallery Miami, FL
- 2003	“Otra Mirada”, Astorga, (León) Spain
- 2003	"Pintar de Palabras", Centro Cultural Español,Coral Gables, FL
- 2002	"Gesta", Galerie Editart, Geneva, Switzerland
- 2002 "New Works", Central Connecticut State University, Samuel Chen Art Center, Hartford, CT
- 2001	25 Años de Obra Gráfica (Retrospectiva), Galería Trazo, Ciudad de México
- 2000	Espace Vallon-Galerie Editart, Geneva, Switzerland
- 1999 	Galería Joan Mas, Barcelona, Spain (solo)
- 1999 	Galería Trazo, México (solo)
- 1998 	Cuban Sephardie Artist Mizel Museum of Judaica, Denver EUA
- 1998 	Loin Cuba Musee des Tapisseeries Aix-en-Provance, France
- 1997 	Galería Trazo, México D.F.
- 1997 	Il Trienal Arte Gráfico Internacional de El Cairo, Egypt
- 1997 	Fundación María Zambrano, Málaga, Spain (solo)
- 1997 	Galería Villa Amadeus, Monterrey, México D.F. (solo)
- 1997 	Galería Caligrama, Barcelona, Spain (solo)
- 1997 	Americas Collection, Coral Gables, EUA (solo)
- 1997 	Amaya Mahoney Gallery, Chicago, EUA (solo)
- 1996 	Galería Alfredo Melgar, Madrid, Spain (solo)
- 1996 	Centre Culturel Editart, Ginebra, Suiza (solo)
- 1996 	Premio Nacional de Grabado, Calcografia Nacional de Madrid, Spain
- 1996 	Michel Butor et La Gravure Musee Baron Gerard, Bayeux, France
- 1995 	20 de Mayo Cuban Museum of Art, Miami EUA
- 1995 	The Art Institute of Ft. Lauderdale, F. Lauderdale, EUA (solo)
- 1995 	Galería Arteconsult, Panama (solo)
- 1994 	Forum de las Artes, San Juan, Puerto Rico (solo)
- 1994 	Shuyu Art Gallery, Tokyo, Japan, (solo)
- 1994 	Continental National Bank Gallery, Miami EUA (solo)
- 1993 	Musee Villa du pure, Annemase, France
- 1993 	Yamanashi Museum of Art Yamanashi, Japan
- 1993 	Yamanashi Prefectural Museum of Art Yamanashi, Japan
- 1993 	Vista Gallery, New York, EUA
- 1993 	Selected Works from the Permanent Collection, Riling Museum of Art Sarasota, EUA
- 1993 	Symposium on Lithography, La Coruna, Spain
- 1992 	Homenaje a Octavio Paz, Patino Foundation , Ginebra, Suiza
- 1992 	Museum José Luis Cuevas, México D.F.